# Abfahrbereitschaft

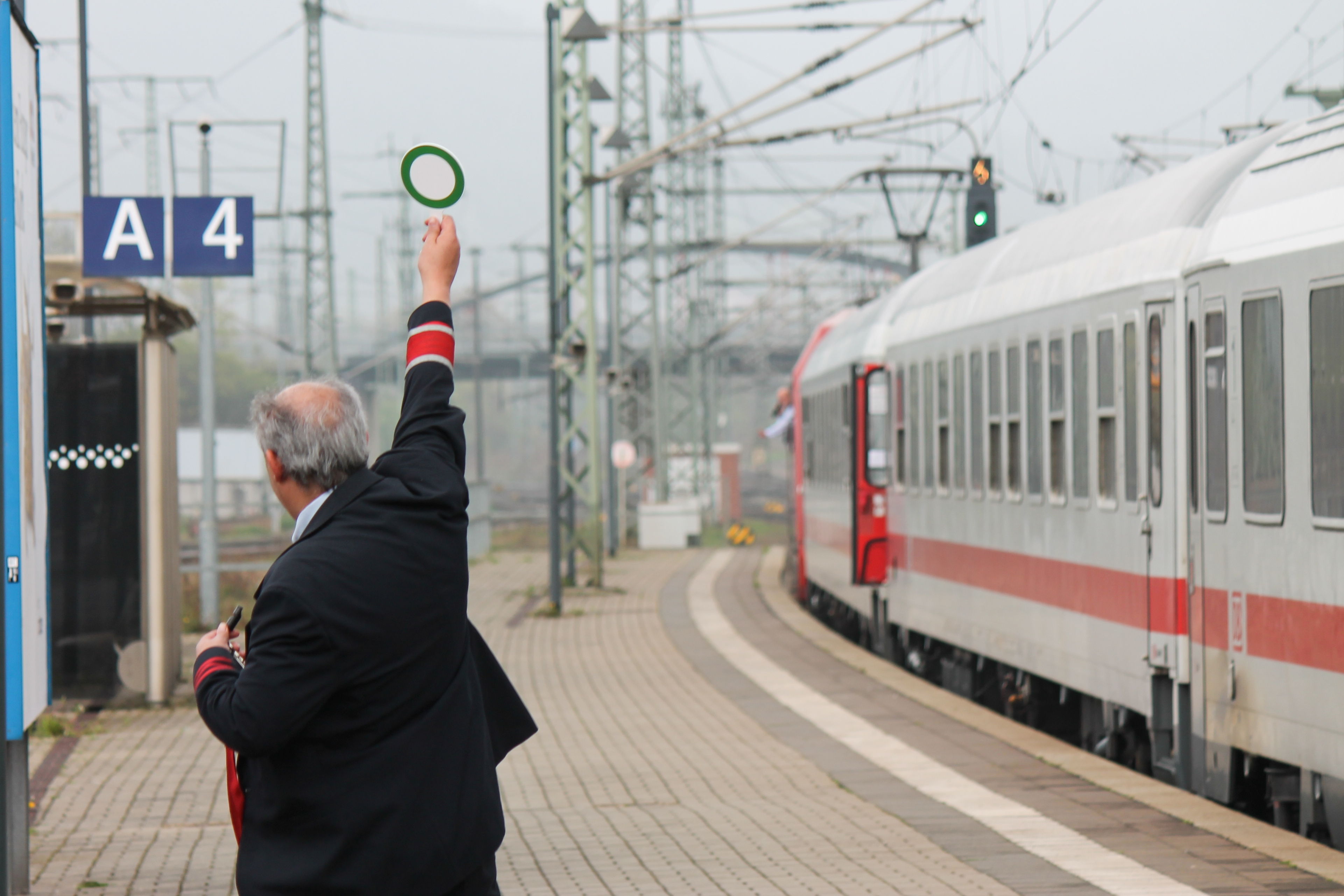
Abfahrauftrag im Bahnhof Saalfeld (Saale)

Die Abfahrbereitschaft ist ein Begriff aus dem Eisenbahnbetrieb, der zusammenfasst, was vorliegen muss, damit einem Zug ein Abfahrauftrag erteilt werden darf. Der gesamte Prozess wird Zugabfertigung genannt.

## Verfahren
Kein Zug darf abfahren, wenn nicht dessen Triebfahrzeugführer ein Abfahrauftrag vorliegt. Abfahrbereitschaft und Abfahrauftrag gehören so zu Maßnahmen der Sicherung von Zugfahrten.
Damit die Abfahrbereitschaft vorliegt, müssen eine Reihe von Voraussetzungen geschaffen werden. Diese werden vom örtlichen Personal der Betriebsstelle und vom Zugpersonal in genau festgelegten Einzelschritten geschaffen. Daran beteiligt sind Triebfahrzeugführer und – sofern vorhanden – Zugführer, Zugbegleiter/Schaffner und die Örtliche Aufsicht (Zugaufsicht).
Die Abfahrbereitschaft stellt die Zugaufsicht des Zuges fest. Laut Richtlinie 414 der DB liegt sie vor, wenn
- der Zug für die Abfahrt vorbereitet ist; dazu gehört im Wesentlichen, dass
  - die Fahrzeuge untereinander richtig gekuppelt sind,
  - die wagentechnische Untersuchung, soweit erforderlich, durchgeführt ist,
  - die  Zugsignale angebracht sind,
  - gegebenenfalls eine Bremsberechnung vorgenommen wurde,
  - die Bremsprobe ordnungsgemäß durchgeführt ist,
- die Reisenden ein- und ausgestiegen sind,
- die Ladetätigkeit eingestellt ist,
- die Außentüren geschlossen sind und
- die zusätzlichen Bedingungen des Eisenbahnverkehrsunternehmens durchgeführt sind.

Wenn die örtliche Aufsicht (soweit vorhanden) die Abfahrbereitschaft festgestellt hat, erteilt sie, nachdem der Fahrdienstleiter der Abfahrt zugestimmt hat, den Abfahrauftrag mit dem Abfahrsignal Zp 9 (als Lichtsignal oder mit dem Befehlsstab) oder mündlich. Wenn der Triebfahrzeugführer die Zugaufsicht wahrnimmt, also kein separater Zugführer und keine örtliche Aufsicht vorhanden sind, entfällt der Abfahrauftrag (Selbstabfertigung).
Für den Betrieb mit ETCS Level 2 ohne Signale, in dem es auch keine (Licht-)Abfahrsignale mehr gibt, ist ein neues Verfahren für die Abfertigung zu entwickeln. Auch eine vorausschauende Abfertigung, in Erwartung der Fahrtstellung des (virtuellen) Ausfahrsignals, ist auf dieser Grundlage denkbar.